# Castillo de Jaén
El "Castillo de Jaén" es, en realidad, un conjunto de tres castillos o fortalezas que conforman un gran recinto, que ocupa casi toda la alargada cima del Cerro de Santa Catalina, situado, en su parte sur-occidental, junto a la ciudad española de Jaén, comunidad autónoma de Andalucía, España.

## Descripción

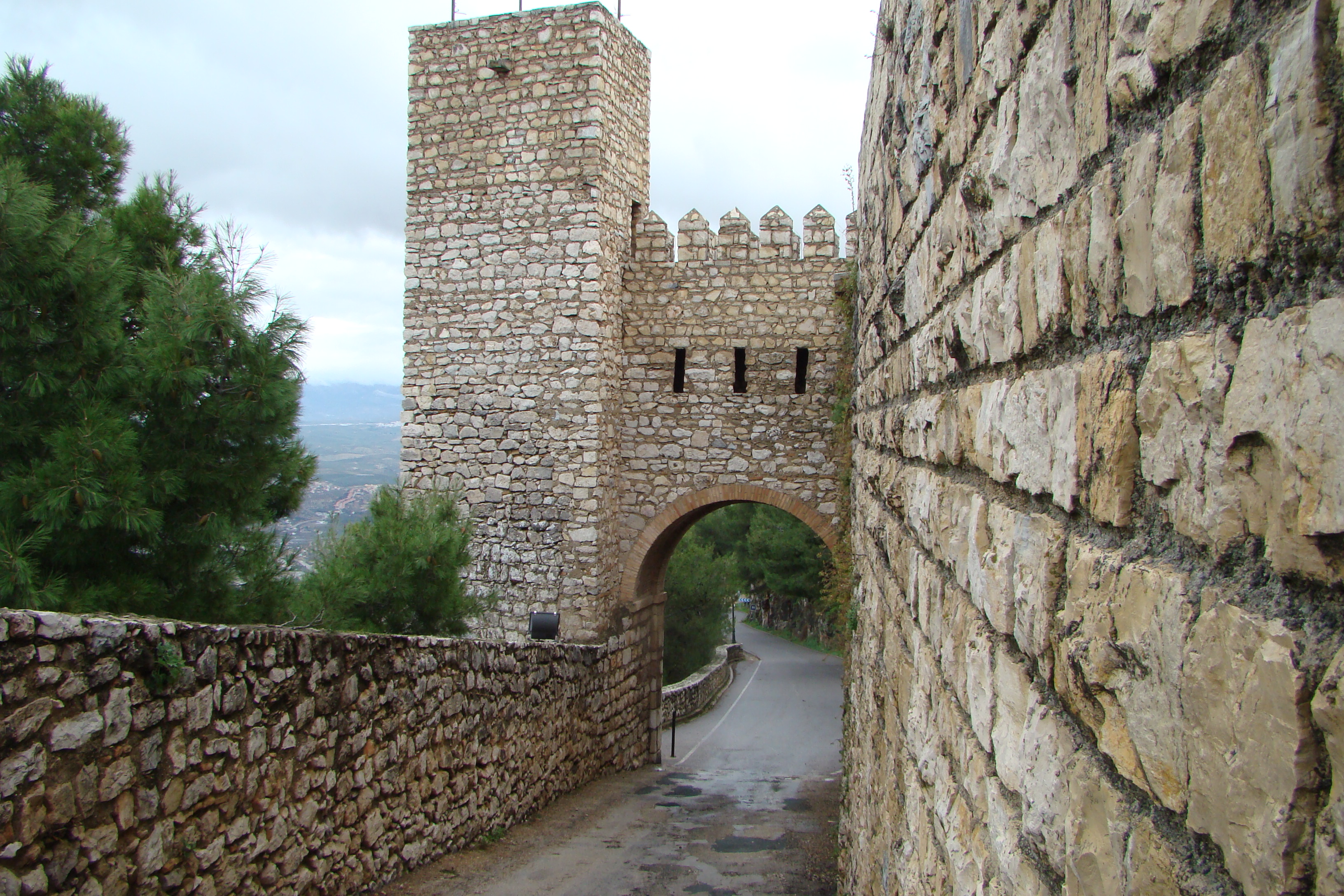
Arco y torre de acceso al recinto, últimos vestigios de la fortaleza árabe, modificados en 1809.

Las tres fortalezas o recintos, son el Alcázar Viejo, el Alcázar Nuevo (o Castillo de Santa Catalina) y el llamado Abrehuí, cronológicamente el más reciente. Los tres recintos formaban una gran alcazaba que, además de las guarniciones militares, estuvo habitada hasta la conquista de la ciudad por las tropas de Castilla, momento en que se despobló. Volvió nuevamente a habitarse a lo largo del siglo XIV y, según documentos de la época, quedó nuevamente despoblada en el siglo XVII, aunque hay constancia de que, incluso en esa época, funcionaba una taberna.

### Alcázar viejo

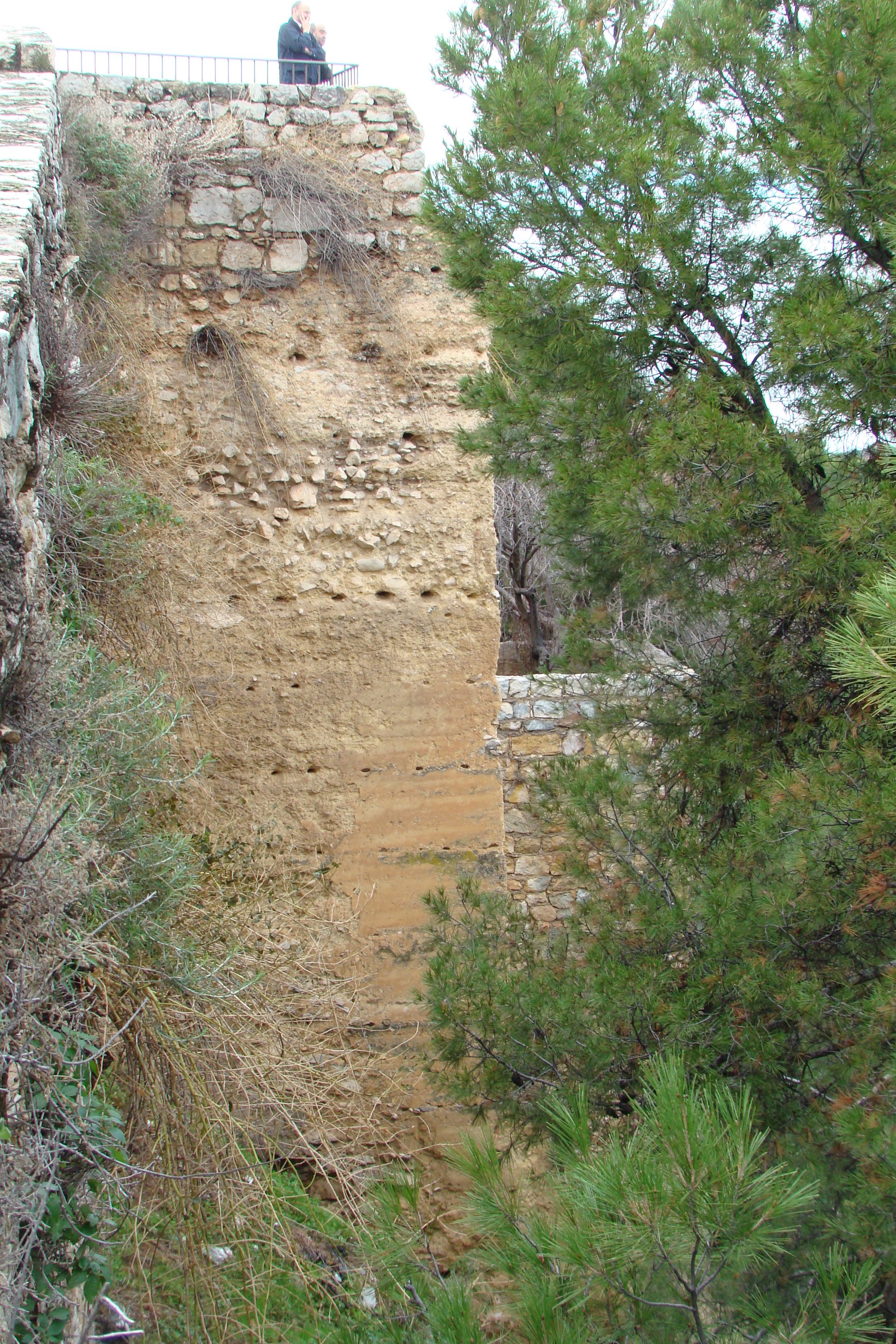
Torreón de la vieja alcazaba árabe.

En la época califal se construyó en el cerro una alcazaba, reformada en época almorávide hasta ocupar toda la cresta, mediante un recinto alargado cerrado por muros de tapial, con torres de planta cuadrada. En su interior existían algunos edificios, igualmente de tapial, de uso castrense y, probablemente, viviendas y elementos auxiliares, como aljibes.
Este alcázar fue tomado por Fernando III de Castilla en 1246, como consecuencia del Pacto de Jaén. Durante mucho tiempo permaneció en uso, a pesar de que, en la segunda mitad del siglo XIII, los cristianos construyeron un poderoso castillo en su extremo oriental. De hecho, en 1467 un ataque de partidarios del reino Nazarí se hizo con el control de las tres fortalezas y, en las "Crónicas del Condestable Iranzo", documento anónimo del siglo XV o comienzos del XVI, se indica que estaban en pie, y con capacidad defensiva, sus torres, entre ellas la mayor, muros y puertas.
Durante mucho tiempo, este «alcázar viejo» tuvo su propia alcaldía, designada por el concejo de Jaén, diferente de la del «castillo nuevo» cuya designación correspondía al Rey. Abandonado paulatinamente después de la caída del reino de Granada, quedó definitivamente arruinado tras el paso de las tropas francesas, que lo incendiaron el 12 de septiembre de 1812.
No obstante, permanecieron construcciones, sin cubiertas, y paños de los muros hasta que, por desgracia, fueron arrasados para construir el Parador Nacional, en 1965. Los pocos restos de edificaciones y muros interiores que permanecieron en pie, se demolieron definitivamente, en su totalidad, en la ampliación del hotel que se llevó a cabo en 1972-1974, incluyendo la torre y puerta de acceso al castillo. Sólo subsisten, por tanto, elementos del cerramiento exterior de la alcazaba, entre los que destacan la puerta principal, que es la que hoy da acceso al recinto, flanqueada por dos torreones con adarve y muy modificada, tanto en su hueco como en las dovelas del arco, en 1809. Subsisten también un torreón adaptado a mirador y el cerramiento del recinto amurallado que baja hasta la ciudad, en el que permanecen en pie algunas torres.

### Alcázar nuevo

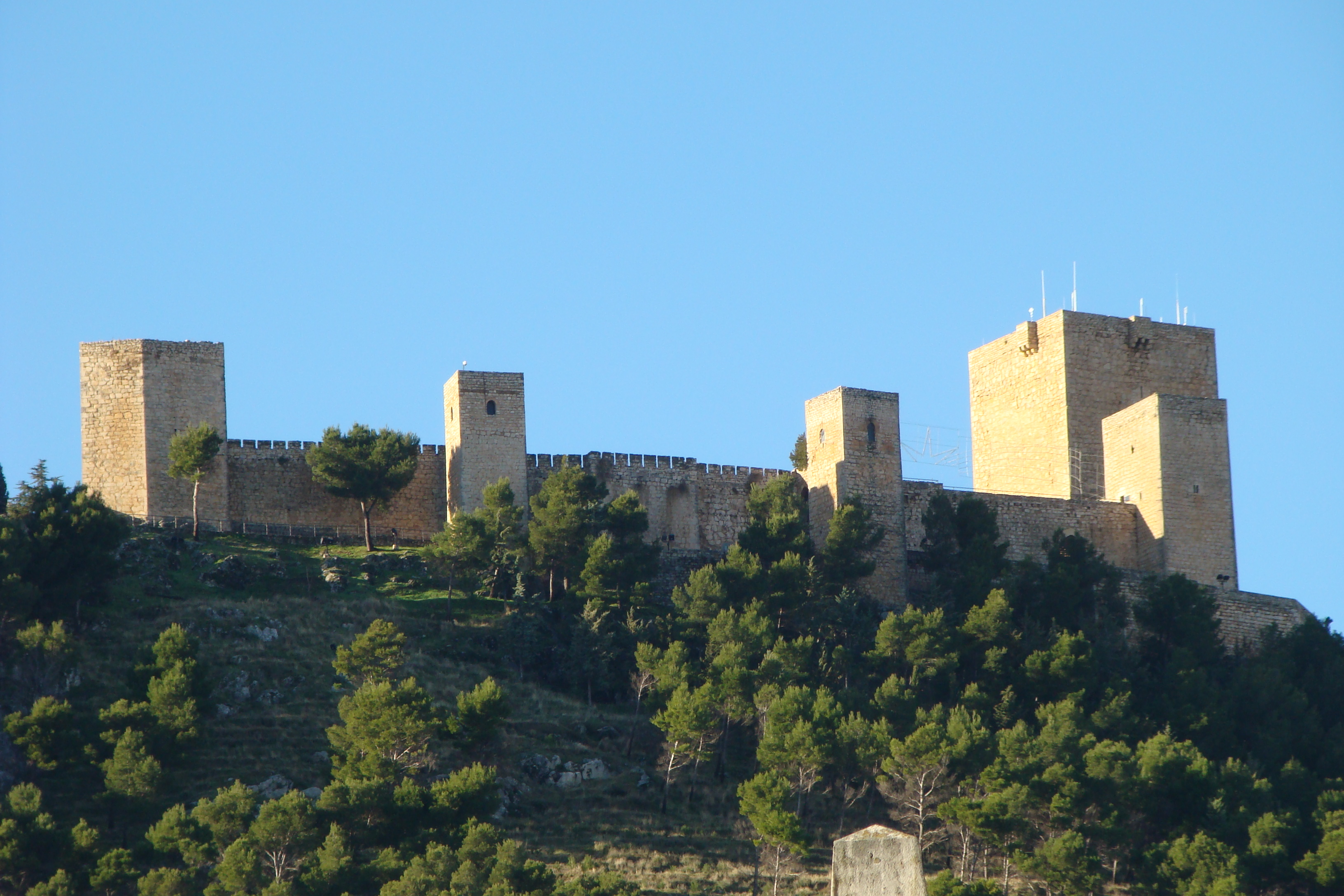
Alcázar Nuevo o Castillo de Santa Catalina, con su gran Torre del Homenaje y la torre pentagonal, llamada de la Vela.

Aunque algunos autores defienden que el castillo nuevo fue levantado por Fernando III, los estudios más recientes lo consideran muy poco probable, estimándolo más tardío de 1252, año de la muerte del citado rey.
Se construyó al este del «alcázar viejo» y se articuló con éste mediante una gran Torre del Homenaje, aunque trabajos recientes han planteado la posibilidad de que bajo el actual alcázar se encuentre una parte importante de los restos del castillo árabe. La nueva fortaleza tuvo sucesivas remodelaciones en los siglos XIV, XVI y XIX, además de su restauración de la segunda mitad del siglo XX, que le dio su imagen actual. De las obras de 1529 existe constancia documental que indica incluso la cantidad que costaron, 10.000 maravedíes en obras urgentes.
Se mantuvo como fortaleza, con guarnición militar y alcaide propio, hasta mediado el siglo XVIII, aunque en las últimas décadas dicha guarnición se limitaba a un par de hombres. El castillo se conserva en muy buen estado.

### Abrehuí

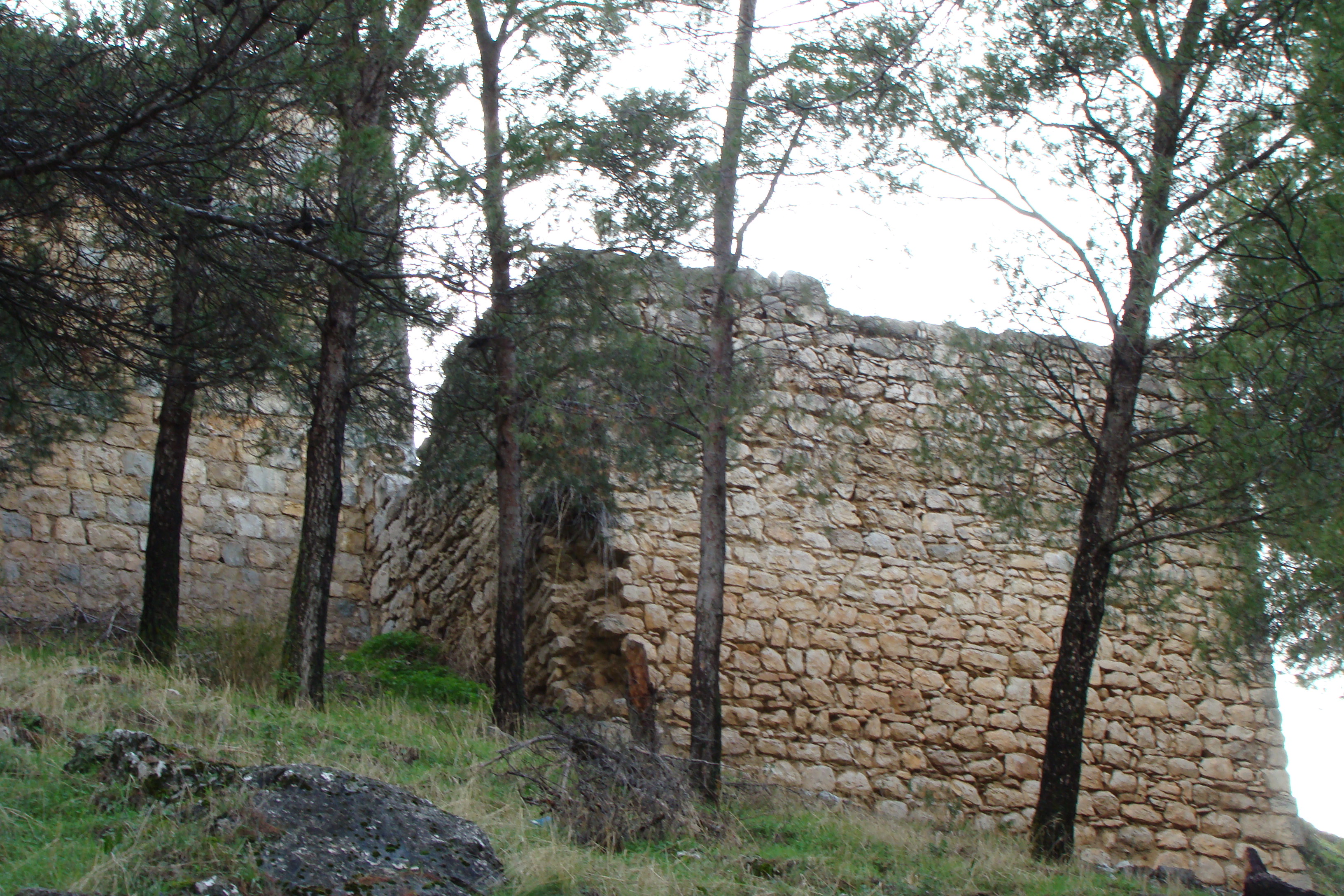
Restos de torreón y paño de muralla en el Abrehuí.

El tercer recinto, denominado Abrehuí, prolongaba el «alcázar viejo» hasta el portichuelo que servía de acceso al cerro, para lo que se construyó un muro con cinco torreones, con un bastión en la zona oeste y un antemuro, al parecer muy posterior. Todo ello en mampuesto, con sillarejo en las esquinas.
Su construcción es posterior a la conquista castellana, precisamente para fortalecer la cara oeste de la alcazaba, por donde habían atacado los cristianos. Este castillete estuvo anejado al «alcázar viejo» y su alcaide era común.
Actualmente, subsiste el muro norte, con cinco pequeños bastiones. En cambio la muralla sur está casi desaparecida.

## Camino de acceso
En 2019, tras una minuciosa investigación, se descubrieron los restos de un sendero que servía de acceso al castillo desde la ciudad. Ese mismo año se iniciaron los trabajos arqueológicos con el que recuperar el sendero.